# Brachyenteron peristedioni
Brachyenteron peristedioni är en plattmaskart. Brachyenteron peristedioni ingår i släktet Brachyenteron och familjen Steganodermatidae. Inga underarter finns listade i Catalogue of Life.